# Distinción genotipo-fenotipo

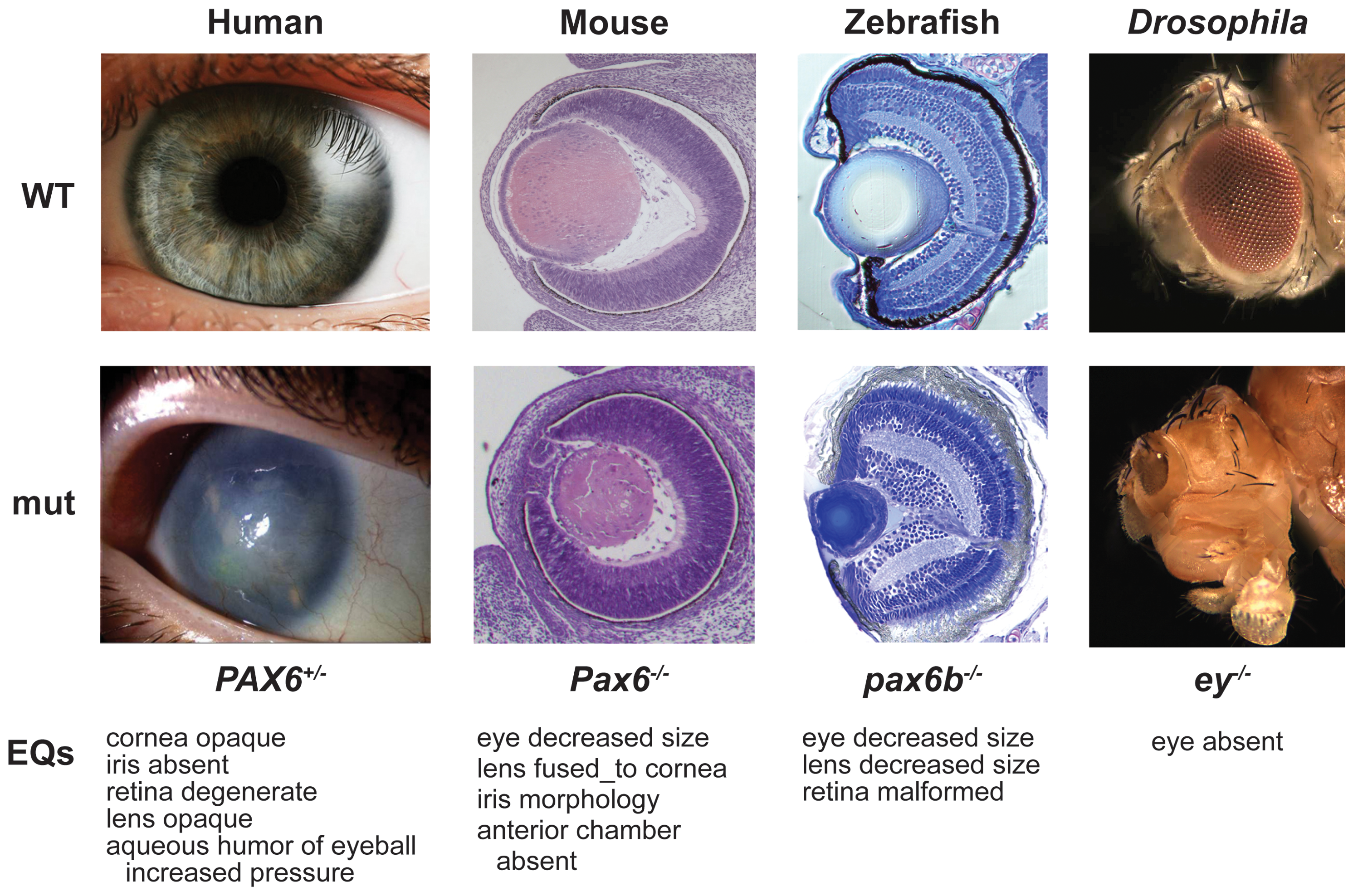
Los cambios genotípicos similares pueden resultar en alteraciones fenotípicas similares, incluso en una amplia gama de especies.

La distinción genotipo-fenotipo se establece en genética. El "genotipo" es la información hereditaria completa de un organismo. El "fenotipo" son las propiedades reales observadas de un organismo, como la morfología, el desarrollo o el comportamiento. Esta distinción es fundamental en el estudio de la herencia de rasgos y su evolución.

## Generalidades
Los términos "genotipo" y "fenotipo" fueron creados por Wilhelm Johannsen en 1911, aunque el significado de los términos y la importancia de la distinción han evolucionado desde que se introdujeron.
Son las propiedades físicas del organismo las que determinan directamente sus posibilidades de supervivencia y rendimiento reproductivo, pero la herencia de las propiedades físicas depende de la herencia de los genes. Por lo tanto, comprender la teoría de la evolución a través de la selección natural requiere comprender la distinción genotipo-fenotipo. Los genes contribuyen a un rasgo y el fenotipo es la expresión observable de los genes (y por lo tanto el genotipo que afecta al rasgo). Si un ratón blanco tuviera genes recesivos que hicieran que los genes responsables del color estuvieran inactivos, su genotipo sería responsable de su fenotipo (el color blanco).
El mapeo de un conjunto de genotipos a un conjunto de fenotipos a veces se denomina mapa genotipo-fenotipo.

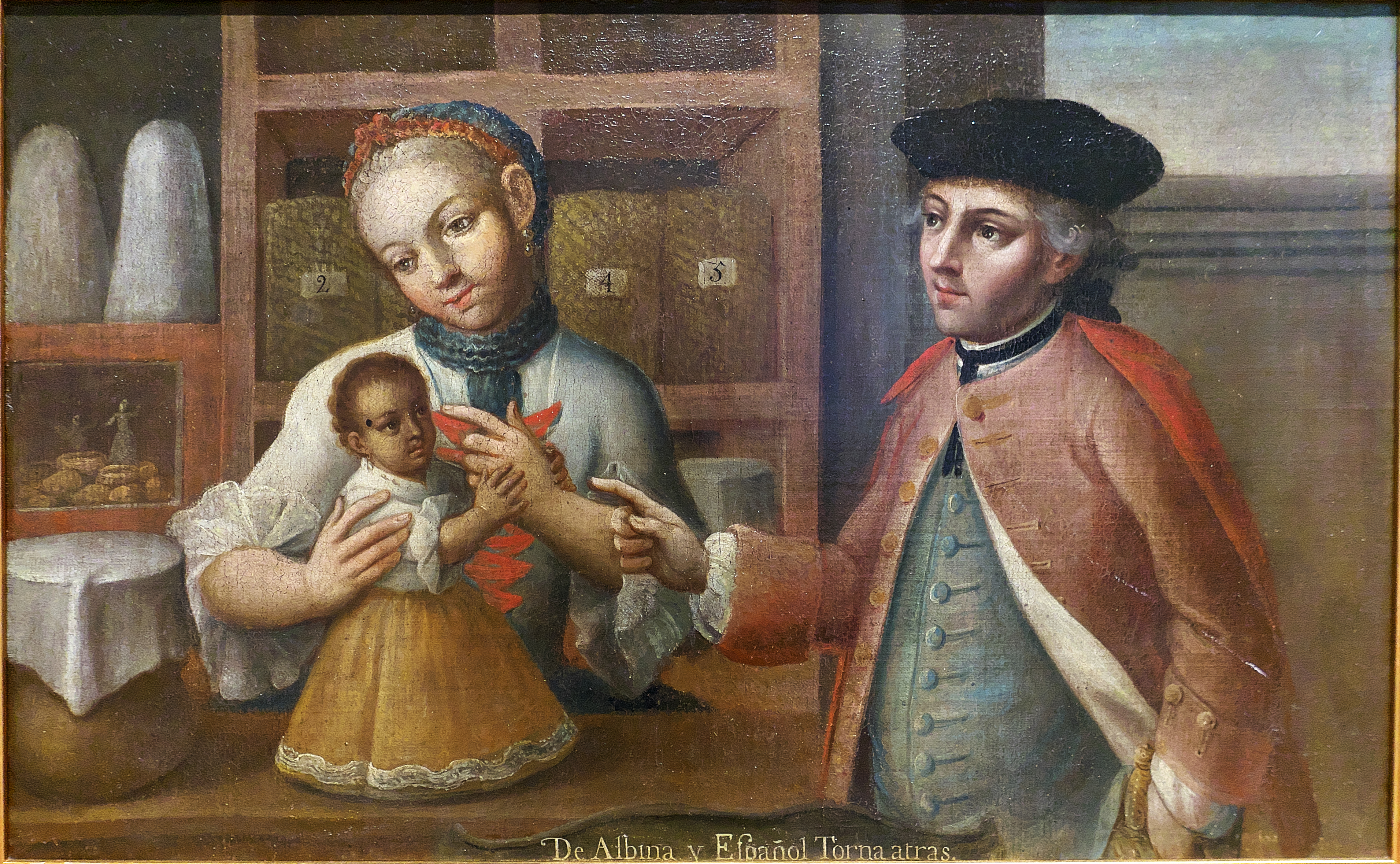
De Albina y Español, Torna atrás. Atribuido a Juan Patricio Morlete Ruiz (1701-1770) En las pinturas de casta, "torna atrás" describía a individuos mestizos que expresaban fenotipos distintos a los de sus padres. En esta pintura, la hija y la madre son ambas de ascendencia subsahariana y europea parcial, pero tienen fenotipos notablemente diferentes.

El genotipo de un organismo es un factor de influencia importante (el más grande con diferencia en morfología) en el desarrollo de su fenotipo, pero no es el único. Incluso dos organismos con genotipos idénticos normalmente difieren en sus fenotipos.
Se experimenta esto en la vida cotidiana con gemelos monocigotos o idénticos. Los gemelos idénticos comparten el mismo genotipo, ya que sus genomas son idénticos; pero nunca tienen el mismo fenotipo, aunque sus fenotipos pueden ser muy similares. Esto es evidente en el hecho de que las relaciones cercanas siempre pueden distinguirlos, aunque otros no puedan ver las sutiles diferencias. Además, los gemelos idénticos se pueden distinguir por sus huellas dactilares, que nunca son completamente idénticas.

## Plasticidad fenotípica
El concepto de plasticidad fenotípica define el grado en que el fenotipo de un organismo está determinado por su genotipo. Un alto nivel de plasticidad significa que los factores ambientales tienen una fuerte influencia en el fenotipo particular que se desarrolla. Si hay poca plasticidad, el fenotipo de un organismo se puede predecir de manera confiable a partir del conocimiento del genotipo, independientemente de las peculiaridades ambientales durante el desarrollo. Un ejemplo de alta plasticidad se puede observar en las larvas de tritones: cuando estas larvas detectan la presencia de depredadores como las libélulas, desarrollan cabezas y colas más grandes en relación con el tamaño de su cuerpo y muestran una pigmentación más oscura. Las larvas con estos rasgos tienen una mayor probabilidad de sobrevivir cuando se exponen a los depredadores, pero crecen más lentamente que otros fenotipos.

## Canalización genética
En contraste con la plasticidad fenotípica, el concepto de canalización genética aborda la medida en que el fenotipo de un organismo permite sacar conclusiones sobre su genotipo. Se dice que un fenotipo está canalizado si las mutaciones (cambios en el genoma) no afectan de manera notable las propiedades físicas del organismo. Esto significa que un fenotipo canalizado puede formarse a partir de una gran variedad de genotipos diferentes, en cuyo caso no es posible predecir exactamente el genotipo a partir del conocimiento del fenotipo (es decir, el mapa genotipo-fenotipo no es invertible). Si no hay canalización, pequeños cambios en el genoma tienen un efecto inmediato sobre el fenotipo que se desarrolla.

## Importancia para la biología evolutiva
Según Richard Lewontin, la tarea teórica de la genética de poblaciones es un proceso en dos espacios: un "espacio genotípico" y un "espacio fenotípico". El desafío de una teoría completa de la genética de poblaciones es proporcionar un conjunto de leyes que mapeen de manera predecible una población de genotipos (G1) a un espacio fenotípico (P1), donde tiene lugar la selección, y otro conjunto de leyes que mapeen el resultado población (P2) de regreso al espacio genotípico (G2) donde la genética mendeliana puede predecir la próxima generación de genotipos, completando así el ciclo. Incluso si se ignoran los aspectos no mendelianos de la genética molecular, esta es una tarea gigantesca. Visualizando la transformación esquemáticamente:
{\displaystyle G_{1}\;{\stackrel {T_{1}}{\rightarrow }}\;P_{1}\;{\stackrel {T_{2}}{\rightarrow }}\;P_{2}\;{\stackrel {T_{3}}{\rightarrow }}\;G_{2}\;{\stackrel {T_{4}}{\rightarrow }}\;G_{1}'\;\rightarrow \cdots }
T1 representa las leyes genéticas y epigenéticas, los aspectos de la biología funcional o del desarrollo que transforman un genotipo en fenotipo. Este es el "mapa genotipo-fenotipo". T2 es la transformación debida a la selección natural, T3 son relaciones epigenéticas que predicen genotipos en función de los fenotipos seleccionados y finalmente T4 las reglas de la genética mendeliana.
En la práctica, existen dos cuerpos de teoría evolutiva que existen en paralelo, la genética de poblaciones tradicional que opera en el espacio del genotipo y la teoría biométrica utilizada en la reproducción de plantas y animales, que opera en el espacio fenotípico. La parte que falta es el mapeo entre el genotipo y el espacio fenotípico. Esto conduce a un "juego de manos" (como lo llamó Lewontin) mediante el cual las variables en las ecuaciones de un dominio, se consideran parámetros o constantes, donde, en un tratamiento completo, serían transformadas por el proceso evolutivo y son funciones de las variables de estado en el otro dominio. El "juego de manos" es asumir que se conoce el mapeo. Proceder como si se entendiera es suficiente para analizar muchos casos de interés. Por ejemplo, si el fenotipo es casi uno a uno con el genotipo (enfermedad de células falciformes) o la escala de tiempo es suficientemente corta, las "constantes" pueden tratarse como tales; sin embargo, también hay muchas situaciones en las que ese supuesto no se cumple.